# Tony Denison
Anthony "Tony" Denison, född som Anthony John Sarrero den 20 september 1949 i New York, är en amerikansk skådespelare.
Denison har bland annat medverkat i TV-serierna The Closer (2005–2012) och Major Crimes (2012–2018) som visas i Sverige 2023. Han har även medverkat i filmen Deep Woods från 2022.

## Filmografi (i urval)
- 1986–1988 – Brottets väg (TV-serie)
- 2006 – Karla
- 2005–2012 – The Closer (TV-serie)
- 2012–2018 – Major Crimes (TV-serie)
- 2022 – Deep Woods